# 2023 au Niger
Cette page concerne des événements qui se sont produits durant l'année 2023 du calendrier grégorien au Niger.

## Événements

### Janvier
- x

### Février
- x

### Mars
- x

### Avril
- x

### Mai
- x

### Juin
- x

### Juillet
- 26 juillet : un coup d'État a lieu, le président Mohamed Bazoum est destitué[1]. Le pouvoir est donné au Conseil national pour la sauvegarde de la patrie.

### Août
- x

### Septembre
- x

### Octobre
- 2 octobre : l'attaque de Takanamat fait au moins 60 morts.

### Novembre
- x

### Décembre
- x

#### Articles sur l'année 2023 au Niger
- Pandémie de Covid-19 au Niger

#### L'année 2023 dans le reste du monde
- L'année 2023 dans le monde
- 2023 par pays en Amérique, 2023 au Canada, 2023 au Québec, 2023 aux États-Unis
- 2023 en Europe, 2023 en Belgique, 2023 en France, 2023 en Italie, 2023 en Suisse
- 2023 en Afrique • 2023 par pays en Asie • 2023 par pays en Océanie
- 2023 aux Nations unies
- Décès en 2023